# Brigitte Herrmann
Brigitte Herrmann (* 4. November 1950 in Brilon) ist eine deutsche Politikerin (Bündnis 90/Die Grünen).

## Ausbildung und Beruf
Nach der Mittleren Reife 1968 durchlief Brigitte Herrmann die Buchhändlerin-Fachklasse der kaufmännischen Unterrichtsanstalt Dortmund. Ihre Ausbildung von 1968 bis Januar 1971 beendete sie 1971 mit dem Abschluss zur Buchhändlerin. Danach übte sie diesen Beruf aus. Seit April 1973 war sie in der Kreisbücherei des Märkischen Kreises tätig. Im Juli 1987 wurde Herrmann freigestelltes Mitglied des Personalrates. Bis Mai 1995 fungierte sie als Personalratsvorsitzende. ÖTV-Kreisvorstandsmitglied ist sie seit 1991.

## Politik
Brigitte Herrmann war bis 1978 Mitglied der SPD. Sie ist seit 1989 Mitglied der Partei Bündnis 90/Die Grünen. Herrmann ist Sprecherin des Kreis- und Ortsvorstandes. Außerdem ist sie Landesparteiratdelegierte.
Brigitte Herrmann war Mitglied des 12. und 13. Landtags von Nordrhein-Westfalen von 1995 bis 2005, in den sie jeweils über die Landesliste einzog.